# ピア (小惑星)
ピア (614 Pia) は小惑星帯に位置する小惑星である。ハイデルベルクでアウグスト・コプフによって発見された。
トリエステにあったJohann Nepomuk Kriegerの私設天文台であるピア天文台にちなんで命名された。